# Elecciones provinciales de Tecpan de 1813
Las elecciones provinciales de Tecpan de 1813 tuvieron lugar el día 4 de agosto de 1813. Fueron unos comicios indirectos para seleccionar a 11 electores que serían quienes nombrarían posteriormente al diputado representante de la Provincia de Tecpan al Congreso de Anáhuac en 1813. 
- Colegio de Electores de Tecpan. Constituido por 11 Electores, escogidos para elegir al diputado representante de la Provincia de Tecpan al Congreso de Anáhuac.

El 21 de junio de 1813 el Siervo de la Nación José María Morelos, dictó el procedimiento electoral según el cual debían escogerse a los electores de la provincia de Tecpan, como se había hecho antes en la de Oaxaca. Estos electores, reunidos en Chilpancingo como cabecera de esta provincia, debían a su vez elegir a su diputado. Conocer las bases del reglamento respectivo es conocer las bases de las elecciones que se llevaron a cabo también en las provincias insurgentes de Puebla, Veracruz y México.

## Elección de los electores o delegados
Reunidos los delegados o electores en la capital de la provincia, “llevando credencial firmada de los que lo eligieron”, escribirán los nombres de tres individuos en una cédula con las notas de primero, segundo y tercero, “con lo cual concluirán su comisión”.
Así se hizo. Los vecinos de las subdelegaciones que conformaban la provincia de Tecpan se reunieron y eligieron al elector que debía trasladarse a la capital, es decir, a Chilpancingo. Formaban parte de la provincia las subdelegaciones (insístese que hoy serían dilatados municipios) de Coahuayutla, Petatlán, Coyuca, Acapulco, Chilpancingo, Tlalchapa, Huetamo, Ometepec, Xamiltepec, Xustlahuaca y Tlapa.
Resultaron electores el cura Mariano Salgado, por Coahuayutla; el bachiller Manuel Díaz, por Petatlán; Manuel Atilano, por Coyuca; Julián Piza, por la "congregación de los fieles" de Acapulco; Vicente García, por Chilpancingo; Pedro Villaseñor, por Tlalchapa; Pedro Bermeo, por Huetamo; Manuel Ibarra, por Ometepec; Francisco Moctezuma, por Xamiltepec; Juan Pedro Ruiz Izquierdo, por Xustlahuaca, y cura Mariano Garnelo, por Tlapa.